# Hans Reinl
Johann Karl Stefan Reinl, genannt Hans Reinl (* 26. August 1880 in Franzensbad; † 3. April 1957 in Rum oder Hall in Tirol), war ein österreichischer Bergsteiger. Von Beruf Ingenieur in der Salinenverwaltung, trat er nach dem Ersten Weltkrieg als völkischer Aktivist öffentlich in Erscheinung.

## Leben
Reinl, Sohn eines Kurarztes, besuchte die Schule in Prag und nahm ab 1899 ein Ingenieurstudium an der Bergakademie Leoben auf, das er 1902 mit der Staatsprüfung für die Fachrichtung Berg- und Hüttenwesen abschloss. Seinen Militärdienst leistete er 1902 bis 1903 bei den Kaiserjägern in Trient ab. Ende 1905 trat er in den Staatsdienst ein und begann in der Salinenverwaltung zu arbeiten, zunächst als Bergeleve am Hallstätter Salzberg, dann in der Salinenverwaltung Bad Ischl. Von 1907 bis 1912 war er in der Salinenverwaltung Hallein tätig, wo er die Laufbahnstufe des Bergkommissärs erreichte, danach arbeitete er bis zum Kriegsbeginn als Bergkommissär in Hallstatt.
1907 heiratete Reinl in Bad Ischl Ida Schedl, eine Tochter des Vorstands der Ischler Saline. Das Paar bekam 1908 Zwillinge, Kurt und Harald Reinl; Harald wurde später als Filmregisseur bekannt.

### Bergsteiger und Skipionier
Reinl entwickelte frühzeitig eine Leidenschaft für das Bergsteigen, bereits während seines Studiums in Leoben. Er wurde damals Mitglied in der Gilde „Zum groben Kletterschuh“, der unter anderem Karl Blodig, Günther von Saar, Viktor Wolf von Glanvell, Karl Doménigg, Leo Petritsch, Gottlieb Stopper und Karl Greenitz angehörten. Reinl unternahm zahlreiche Bergtouren in den Ostalpen, in seinem Tourenbuch sind über 600 Gipfel verzeichnet. Ihm wird eine beeindruckende Liste von Erstbegehungen zugeordnet, etwa der Grimming-Südgrat und die Koppenkarstein-Ostwand (beide 1904 mit Karl Greenitz), die Sandling-Westwand (1906, mit Rudolf Lettner und Ignaz Proksch), die Triglav-Nordwand („Deutscher Weg“ 1906, mit Karl Doménigg und Felix König), die Trisselwand (Südwestwand, „Reinl-Weg“ 1906, mit Karl Greenitz und Franz Kleinhans), die Reinl-Doménigg-Führe an der Watzmann-Hocheck-Ostwand (1908, mit Karl Doménigg), der Freyaturm im Gosaukamm (1913, mit Anton und Felix Steinmaier) und der Nordwestgrat des Scharwandecks (1913, mit Paul Preuß und Günther von Saar). Die Erstbegehung der Festlbeilstein-Nordwand (1904, mit Gottlieb Stopper) verarbeitete Reinl 17 Jahre später zu einem dramatischen Bericht. Er kletterte zudem mit Viktor Wolf von Glanvell, Edward Theodore Compton und Georg Steiner. 
Reinl zeichnete auch gern, so liegen von ihm zahlreiche Porträtskizzen von Bergsteigerkollegen vor. Auch seine Tourenberichte schmückte er oft mit Zeichnungen aus. Er war Mitarbeiter der ersten Karte der Dachsteingruppe, die Leo Aegerter topografisch aufgenommen und Hans Rohn lithografisch realisiert hatte und die 1915 in der Zeitschrift des Deutschen und Österreichischen Alpenvereins veröffentlicht wurde. Von ihm stammt zudem das Doppelblatt 14/15 der „Sammlung von Anstiegsblättern“ in der Serie Die Ostalpen, das den Großglockner zum Thema hat.

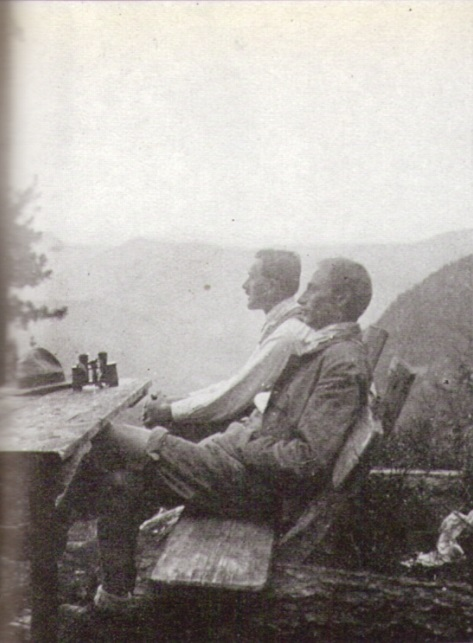
Hans Reinl (links) und Paul Preuß (rechts) auf der Zwieselalm, 23. September 1913. Fotograf: Günther von Saar

Reinl soll der „alpine Lehrmeister“ des jugendlichen Paul Preuß gewesen sein. Er kletterte mit den Steinmaiers, Günther von Saar und Preuß noch im September 1913 im Gosaukamm. Dort soll Preuß seine Absicht bekundet haben, die Nordkante des Nördlichen Mandlkogels im Alleingang zu ersteigen. Als Reinl am 13. Oktober 1913 erfuhr, dass Preuß vermisst wurde, organisierte er von Hallstatt aus eine Rettungsaktion, die schließlich zur Auffindung von Preuß’ Leiche führte. Im Folgejahr widmete Reinl seine Abhandlung Der Gosaukamm seinem Klettergefährten Paul Preuß.
Reinl galt auch als Pionier des Skilaufs. Er gründete bereits 1907 den „Schi- und Rodelklub Goisern“, gab Skiunterricht und publizierte 1914 einen Skiführer durch das Salzkammergut, der 1925 eine zweite Auflage erlebte.
Von 1912 bis 1915 bekleidete Reinl das Amt des Obmanns der Sektion Hallstatt des Deutschen und Österreichischen Alpenvereins.
In Reinls langem Artikel Der Gosaukamm (1914) beobachtete der Alpinist Adi Mokrejs eine gewisse Germanentümelei. So leitete Reinl den Namen „Gosau“ nicht nur gemäß einer damals nicht seltenen Lesart von „Gozzes awe“ ab, was er als „Tal der Goten“ deutete, sondern kommentierte auch, die Bevölkerung sei, „wenn schon nicht gotischen Ursprungs, so doch […] mit heroischen Rassemerkmalen durchsetzt“. Auch der Name des Freyaturms (nach Freya), den er zusammen mit den Brüdern Steinmaier erstmals bestiegen hatte, stammt von ihm, „in Übereinstimmung mit dem mythologischen Ursprung des Gruppennamens“, der Donnerkogelgruppe, deren Benennung er mit dem germanischen Donnergott Thor in Verbindung brachte. Derartiges sei, so Mokrejs, damals generell recht populär gewesen, und auch Reinl habe auf dieser Germanenwelle mitgesurft.

### Im und nach dem Ersten Weltkrieg
Ab Oktober 1914 war Reinl als Bergkommissär wieder der Salinenverwaltung Bad Ischl zugeteilt. Von Mai 1915 bis Oktober 1918 leistete er im Ersten Weltkrieg Kriegsdienst für Österreich-Ungarn, und zwar als Alpinreferent an der Dolomitenfront. Er erreichte die Rangstufe eines Leutnants. Während der Kriegsjahre siedelte die Familie Reinl nach Rum bei Innsbruck um, wo Reinl ein altes Bauernhaus erworben hatte, das er später nach dem Vorbild eines Südtiroler Ansitzes umbaute. Von 1918 bis 1922 arbeitete er für die Salinenverwaltung Hall in Tirol, zuletzt als Bergrat. Am 1. Mai 1922 wurde er frühpensioniert, wohl im Zusammenhang mit dem Angestellten-Abbau-Gesetz vom 24. Juli 1922, das im Staatsdienst eine Vielzahl von Arbeitsplätzen beseitigte, mittels Entlassungen, Frühpensionierungen und freiwilligen Ausscheidens gegen Entschädigung. Das Gesetz, das mit dem Namen des christlichsozialen Bundeskanzlers Ignaz Seipel verbunden war („Seipel-Abbau“), hatte zum Ziel, die Staatsfinanzen nach der Hyperinflation von 1923 zu sanieren.

### Völkischer Agitator und SA-Standartenführer
Spätestens seit 1918 trat Reinl als völkisch-antisemitischer Aktivist und Agitator auf. So sprach er 1919 auf einer Versammlung der Christlichsozialen Partei in Hall, die die Wahlen zur Konstituierenden Nationalversammlung in Österreich (16. Februar 1919) zum Thema hatte. Er bezeichnete sich als Alldeutscher und behauptete, das deutsche Volk werde „von polnischen und anderen Juden regiert“, das Judentum sei „heute die größte Gefahr für das deutsche Volk“. Gemäß dem Historiker Francis L. Carsten stammten von ihm vermutlich auch vier mit H. R. gezeichnete Artikel 1918 in den Neuen Tiroler Stimmen unter dem Titel Die rassepolitischen Ursachen des Zusammenbruchs, in denen der Autor Juden und Bolschewisten die Schuld am verlorenen Weltkrieg gab. Am 22. April 1920 sprach er in einer Veranstaltung des Tiroler Antisemiten-Bundes und schlug vor, „als Antwort auf den ersten Schuß, der von einer jüdischen roten Garde gegen Deutsche abgegeben werde, die Juden in Tirol für vogelfrei zu erklären“. Insbesondere der sozialdemokratische Politiker Julius Deutsch, früherer Gewerkschaftsvertreter im Kriegsministerium, zeitweiliger Staatssekretär im Heereswesen und Nationalratsabgeordneter, rückte als Jude in den Brennpunkt der antisemitischen Hasskampagnen, obwohl er bereits 1905 aus der Israelitischen Kultusgemeinde ausgetreten und religionslos geblieben war.
Öffentliche Aufmerksamkeit erregte besonders ein Beleidigungsprozess von Julius Deutsch gegen Reinl. Am Pfingstsonntag 1922 saß Reinl mit einigen Gleichgesinnten in einem Ausflugslokal in St. Nikola an der Donau und zog lautstark über Deutschs Buch Aus Deutschlands Revolution her, in dem dieser seine Tätigkeit im letzten Kriegsjahr und im ersten Jahr der Republik beschrieben hatte. Reinl ereiferte sich über die „Schuftereien“ Deutschs und klagte ihn an, mit dem Aufbau einer Gewerkschaftsorganisation im Heer seinen Treueid gegen den Kaiser gebrochen zu haben. Deutsch, der ebenfalls das Lokal besuchte, bekam das mit und stellte Reinl zur Rede; dieser bekräftigte jedoch seine Anwürfe, Deutsch sei ein „Schuft“. Daraufhin zeigte ihn Deutsch wegen Beleidigung an. Im Prozess behauptete Reinl, er habe nur eine sprachwissenschaftliche Diskussion geführt; es sei um ein hebräisches Wort gegangen, das „volks- und landesfremde Elemente“ bezeichne, die sich die Macht angeeignet hätten. In erster Instanz wurde Reinl zwar für die Formalbeleidigung „Schuft“ verurteilt, nicht aber für die „Schuftereien“. Diese Bezeichnung stehe dafür, dass Deutsch „für seine Nation zum Schaden einer anderen tätig sei“, und da er „wenigstens teilweise jüdischer Herkunft“ sei, könne dies nicht als Ehrenbeleidigung verstanden werden. Die Berufungsverhandlung vor dem Linzer Landesgericht ging sogar noch ungünstiger für Deutsch aus: Nunmehr wurde Reinl auch bezüglich der Beleidigung „Schuft“ freigesprochen, da die Verteidigung den Wahrheitsbeweis für ein verwerfliches Handeln von Deutsch erbracht habe.
Gemäß dem Historiker Michael Gehler war Reinl ein „persönlich Vertrauter“ von Jörg Lanz von Liebenfels und Mitglied der Tiroler Heimatwehr. Zum 15. Juli 1928 trat er der NSDAP bei (Mitgliedsnummer 82.560); er erhielt später das Goldene Parteiabzeichen der NSDAP. Sein Sohn Harald, Jurastudent in Innsbruck, gründete Anfang 1929 eine Gruppe des Nationalsozialistischen Deutschen Studentenbunds an der dortigen Universität, in der auch sein anderer Sohn Kurt aktiv war. Im Dezember 1931 war Hans Reinl Führer der 7. Standarte der SA im „Westgau“ Österreichs, das heißt: in Salzburg, Tirol und Vorarlberg. Ab 1938, also nach dem Anschluss Österreichs, trat er erneut als Gauredner und SA-Standartenführer bei Versammlungen der NSDAP auf.

### Die letzten Jahre
Reinls Söhne Kurt und Harald erwarben 1940 je zur Hälfte die Burg Laudegg bei Ladis. Hans Reinl ließ sie renovieren, gemäß seiner Enkelin, weil „in seinem Herzen ein starker Hang für das alte Rittertum“ gelebt habe. Nach dem Zweiten Weltkrieg wurde Reinl „wegen seiner nationalen Einstellung“, so der Alpenvereinsfunktionär Karl Wirobal, in der Entnazifizierung als Belasteter eingestuft, sodass seine Pension („Ruhegenuss“) bis April 1951 gekürzt oder gestrichen wurde. Er verbrachte nun die Sommer auf Burg Laudegg, die Winter malend in Rum. 1957 starb er mit 77 Jahren an Herzversagen.

## Wissensstand und Quellenlage
Eine umfassende Biografie Reinls gibt es nicht. Die kurzen biografischen Überblicke von Karl Wirobal und Adi Mokrejs stützen sich auf die Personalakten der Salinenverwaltung, Auskünfte der Bibliothek der Montanuniversität Leoben und insbesondere den im Familienbesitz befindlichen Nachlass Reinls, so sein unveröffentlichtes Tourenbuch und eine von seiner Enkelin verfasste unveröffentlichte Lebensbeschreibung. Wirobal und Mokrejs konzentrieren sich auf die berufliche und bergsteigerische Laufbahn Reinls, schreiben aber nichts über seine politischen Tätigkeiten. Der Beleidigungsprozess Deutsch/Reinl ist Thema einer Studie des Historikers Georg Spitaler. Weitere Informationen zu seiner politischen Tätigkeit finden sich in Überblickswerken von Francis L. Carsten, Harald Walser, Niko Hofinger, Michael Gehler und anderen. Die Angaben zu seiner in diesen Werken verzeichneten SA-Führertätigkeit stützen sich auf Archivalien des Tiroler Landesarchivs. Diese Tätigkeit hat sich auch in zeitgenössischen Zeitungsartikeln niedergeschlagen.

## Schriften

### Berg- und Hüttenwesen
- Das Salzgebirge von Grubach und Abtenau. In: Österreichische Zeitschrift für Berg- und Hüttenwesen, Jg. 58, 1910, Nr. 15, S. 209–212 sowie Nr. 16, S. 225–227 (opac.geologie.ac.at)

### Alpinismus
- Die Nordwand des Großen Triglav. In: Mitteilungen des Deutschen und Österreichischen Alpenvereins, Jg. 33, 1907, Nr. 11, S. 134–136 (literature.at)
- Eine Durchkletterung der Trisselwand bei Aussee. In: Mitteilungen des Deutschen und Österreichischen Alpenvereins, Jg. 33, 1907, Nr. 18, S. 223–225 (literature.at)
- Rettungswesen im Winter. In: Der Schnee, Wochenschrift des Alpen-Skivereines, Februar 1913, Nr. 19, S. 178–179, Nr. 20, S. 185–186, Nr. 21, S. 199–200 (anno.onb.ac.at)
- Der Gosaukamm. Dr. Paul Preuß zum Gedenken. In: Zeitschrift des Deutschen und Österreichischen Alpenvereins, Jg. 45, 1914, S. 219–263 (anno.onb.ac.at)
- Großglockner. Blatt 14/15 der Serie Die Ostalpen. Sammlung von Anstiegsblättern, hrsg. von Walter Schmidkunz in Verbindung mit der Sektion Bayerland des Deutschen und Österreichischen Alpenvereins. Verlag der Deutschen Alpenzeitung, München 1914.
- (Mit Max Zeller:) Der Watzmann. Seine Ersteigungsgeschichte, sämtliche Wege zu seinen Gipfeln mit 9 Anstiegsskizzen und Literaturverzeichnis. Verlag der Deutschen Alpenzeitung, München 1914.
- Dachsteinfahrten. In: Zeitschrift des Deutschen und Österreichischen Alpenvereins, Jg. 46, 1915, S. 43–71 (anno.onb.ac.at)
- Skiführer durch das Salzkammergut. Mit 6 Kartenskizzen und 10 Federzeichnungen. Klingelhoeffer, Hallein 1915.
  - Skiführer durch das Salzkammergut. 2. Auflage. Artaria, Wien 1925.
- Die erste Durchkletterung der Festlbeilstein-Nordwand. In: Österreichische Touristen-Zeitung, Jg. 41, Folge 12, Dezember 1921, S. 139–143 (anno.onb.ac.at)
- Schneeschuhfahrten im Dachsteingebirge. In: Deutsche Alpenzeitung, Jg. 20, 1925, S. 85–89 (archive.org)
- Josef Maier (Hrsg.): Handbuch für Skituristik. Bergverlag Rother, München 1926. Unter Mitwirkung von Karl Gruber, W. R. Leni und Hans Reinl.
- Nekrolog auf den Sandlingturm. In: Jahrbuch des Österreichischen Touristenklubs 1927, Wien 1928, S. 43 ff.

### Völkische und antisemitische Schriften
- Zur Abwehr des Judentums. In: Allgemeiner Tiroler Anzeiger, 12. August 1919 (anno.onb.ac.at)
- Unpolitisch? In: Allgemeiner Tiroler Anzeiger, 5. Dezember 1919 (anno.onb.ac.at)
- Für die Helden Tirols! In: Der Nationalsozialist, 1. November 1925 (anno.onb.ac.at)